# Биопрепарат
«Биопрепара́т» (предприятие п/я А-1063) — научно-производственное объединение, образованное в Советском Союзе в 1973 году.
Основной задачей объединения и его институтов, помимо обычного производства медицинских лекарств и вакцин, была секретная разработка биологического оружия. Вопреки подписанной СССР в 1972 году Конвенции о запрещении разработки, производства и накопления запасов бактериологического (биологического) оружия и токсинного оружия, подразделения «Биопрепарата» в конце 1970-х — начале 1980-х годов проводили активные исследования и разработку около 50 болезнетворных агентов. К концу 1980-х годов объединение каждый год выпускало новый вид биологического оружия. В их числе такие опасные заболевания, как сибирская язва, лихорадки Эбола, Марбург, Ласса, оспа, сыпной тиф, чума, и другие.
Первым директором этого сверхсекретного объединения был генерал В. Огарков. Преемником Огаркова стал генерал-полковник Е. Смирнов, а затем Ю. Калинин, генерал химических войск Министерства обороны СССР.

## История

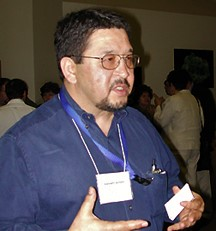
Канатжан Алибеков, бывший заместитель директора «Биопрепарата» и эксперт по биологическому оружию.

«Биопрепарат» был основан в 1973 году постановлением ЦК КПСС. Проект был открыт по инициативе академика Ю. А. Овчинникова, который убедил генерального секретаря Леонида Брежнева в чрезвычайной необходимости разработки биологического оружия. Хотя финансирование шло по линии Минобороны, «Биопрепарат» формально подчинялся гражданскому Главному управлению микробиологической промышленности. Фактическое управление осуществлялось Межотраслевым научно-техническим Советом по молекулярной биологии и генетике, включавшим представителей 15-го Главного управления Министерства обороны, Академии наук СССР, Министерства здравоохранения СССР и Министерства сельского хозяйства СССР.
Объединение включало 47 организаций, в том числе главные научно-исследовательские центры в Москве, Ленинграде, Оболенске и в Кольцово, а также предприятия по производству и хранению продукции в России и Казахстане. В конкретной и косвенной работе по разработке биологического оружия участвовало по некоторым данным около 40 тыс. специалистов, 9 тыс. из которых составляли учёные и инженеры.
На пике деятельности в конце 1970-х годов исследования по бактериологическому оружию охватывали около 50 болезнетворных агентов. Оценка применимости в военных целях некоторых из них, а также их полевые испытания проводились на острове Возрождения в Аральском море. Опыты с сибирской язвой, чумой, лихорадкой Ку, туляремией и других проводились на морских свинках, мышах и крысах, собаках и обезьянах.
С начала 1984 года главной задачей исследований в институтах «Биопрепарата» было изменение генетической структуры известных патогенов, таких, как возбудители чумы и туляремии, что сделало бы их устойчивыми к действию антибиотиков. Советские исследователи работали над созданием совершенно новых видов биооружия, включая «биорегуляторы», способные изменять настроение человека, эмоции, сердечные ритмы и сон. К 1987 году мощности объединения позволяли при необходимости производить в неделю около 200 кг высушенных бактериальных культур сибирской язвы или чумы.
Впервые масштабность секретных разработок по созданию биологического оружия в СССР на Западе стала известна благодаря бежавшему в Великобританию в 1989 году директору Ленинградского института особо чистых биопрепаратов Владимиру Пасечнику. Его откровения спецорганам Англии о том, что программа была в десятки раз мощнее, чем ранее предполагалось, были подтверждены в 1992 году, после побега в Соединённые Штаты полковника Канатжана Алибекова — первого заместителя начальника «Биопрепарата». В 1999 году он опубликовал книгу, в которой подробно рассказал о внутренней структуре, целях, деятельности и достижениях «Биопрепарата».
После распада СССР научно-производственный комплекс «Биопрепарата» серьёзно пострадал. Были официально закрыты несколько крупных заводов и институтов, демонтированы производственные линии, не у дел осталось 3—4 тысячи профессиональных учёных из институтов. В мае 1994 года «Биопрепарат» преобразован в РАО.

## Эпидемия сибирской язвы в Свердловске 1979 года
Согласно официальной версии эпидемия была вызвана мясом заражённого скота. Но ряд исследователей полагает, что эпидемия была вызвана случайным выбросом в атмосферу облака спор сибирской язвы из военно-биологической лаборатории военного городка № 19, расположенного в Чкаловском районе города.
После развала СССР, и после бегства в США, Канатжан Алибеков заявил, что в Свердловске производилась культура сибирской язвы и накануне начала эпидемии была её утечка в 1979 году, которая в итоге привела к смерти десятков людей. В последнюю пятницу марта 1979 года, когда производство спор сибирской язвы было временно приостановлено, один из работников лаборатории снял загрязнённый фильтр, предотвращавший выброс спор в окружающее пространство. Он оставил об этом записку, однако не сделал полагающейся записи в журнале. Начальник следующей смены включил оборудование, и только через несколько часов было обнаружено, что фильтр не установлен. 2 апреля 1979 года миллионы спор сибирской язвы были выброшены в атмосферу. Облако выброса ветром было разнесено на юг и юго-восток от места выброса, частично прошло над территорией расположенного рядом военного городка. Первый смертельный случай произошёл 4 апреля 1979 года. За всё время эпидемии погибло около 100 человек.

## Военная биолаборатория на о. Возрождения

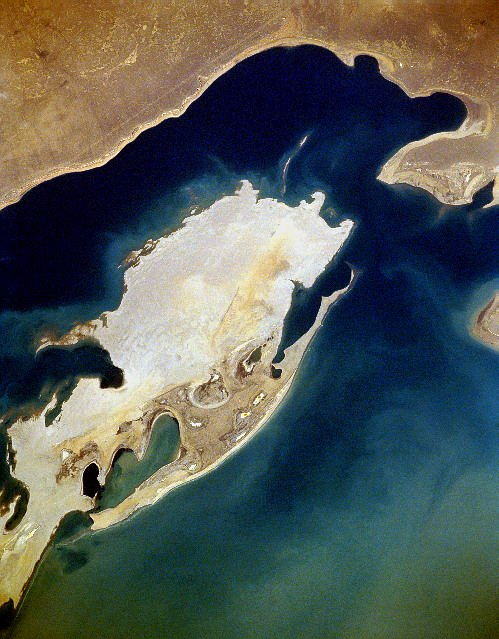
Остров Возрождения из космоса, 1994 год

По опубликованным документам с 1942 по 1992 год на острове действовала советская военная биохимическая лаборатория. На острове в течение пятидесяти лет проводились испытания микробиологического (бактериологического) оружия на подопытных животных. Здесь находился военный городок Кантубек (Аральск-7), где проживало 1,5 тысяч человек. На острове в 1980-е был построен уникальный (единственный в СССР) аэродром, состоящий из 4 бетонных ВПП в виде розы ветров.
Полигон функционировал до 1992 года, затем воинский контингент Минобороны России был передислоцирован в Россию, биолаборатория была демонтирована, часть оборудования военные вывезли за пределы острова, а часть осталась захороненной на острове.
Из-за неблагоприятной экологической обстановки и прекращения финансирования лаборатории жители покинули посёлок.
После закрытия лаборатории остров посещала группа экспертов Пентагона, а также многочисленные научные экспедиции.

## Объекты, входившие в структуру «Биопрепарата»
- Научно-технический институт микробиологии, Степногорск (Казахстан)[2];
- Институт особо чистых биопрепаратов, Ленинград[2];
- Государственный научный центр вирусологии и биотехнологии «Вектор», Кольцово[2];
- Институт медицинской биотехнологии (филиал ГНЦ «Вектор»), Бердск[2];
- Институт инженерной иммунологии, Любучаны[2];
- Научный центр прикладной микробиологии и биотехнологии, Оболенск[2];
- Центр военно-технических проблем бактериологической защиты НИИ микробиологии МО РФ, Свердловск-19[2];
- Бердский завод биопрепаратов «Сиббиофарм», Бердск[3];
- Производственное мобилизационное (резервное) предприятие «Синтез», Курган[2];
- Производственное мобилизационное (резервное) предприятие «БиоСинтез», Пенза[2];
- Омутнинская научная опытно-промышленная база, пгт. Восточный[2][4];
- Объект Киров-200[5];
- ОКБ тонкого биологического машиностроения, Кириши[6];
- ОКБ приборов контроля и автоматики (Йошкар-Ола)[6].

## В массовой культуре
- Одна из миссий компьютерной игры Call of Duty: Black Ops проходит на острове Возрождения.
- Сюжет игры Soldier of Fortune II: Double Helix начинается с того что секретный агент Джон Маллинс направляется в Прагу, чтобы помочь бежать на Запад советскому учёному — доктору Пётру Ивановичу, занимавшемуся разработкой биологического оружия под кодовым названием «Биопрепарат».